# Julián Gil
Imanol Julián Elías Gil Beltrán, més conegut artísticament com a Julián Gil (Buenos Aires, 13 de juny de 1970) és un actor argentí, establert a Miami.

## Biografia
Nascut a Buenos Aires el 13 de juny del 1970, va créixer a Veneçuela i Puerto Rico.
És fill de una xilena i un argentí.
Es va casar amb Brenda Torres, i tenen una filla en comú, Nicolle.
Els seus papers són molt populars.

## Filmografia

### Les pel·lícules
- Marina [1] (2001), com John.
- Más allá del límite[2] (2002), com boxejador.
- La caja de problemas[3] (2004), com jardiner.
- Fuego en el alma[4] (2005), com Millo.
- El milagro de Coromoto[5] (2006), com Jaime.
- Historias Delirantes[6] (2008)
- Entre piernas[7] (2010), com Paco.
- Lotoman 003[8] (2014), com El Boricua.
- Misterio's: Llamas de sueños[9] (2014), com Leonardo Aguilar.
- Loki 7[10] (2016), com Rodrigo.
- Santiago Apóstol[11] (2017), com Santiago Apóstol.

### Telenovelas
- Tres amigas (2000)
- Mi conciencia y yo[12] (2002) (Riverside), com Alfonso.
- Por todo lo alto[13] (2006) (RCTV), com Halcón.
- Acorralada[14] (2007) (Venevisión Producción), com Francisco "Pancholón" Suárez.
- Isla Paraíso[15] (2007) (Venevisión Producción), com Armando.
- Mi adorada Malena[16] (2007), com Mateo.
- Amor comprado[17] (2008) (Venevisión Producción), com Esteban Rondero.
- Los Barriga[18] (2009) (Frecuencia Latina), com Francesco Cezanne.
- Valeria (2009) (Venevisión Producción) - Daniel Ferrari
- Sortilegio[19] (2009) (Televisa), com Ulises Villaseñor.
- Valientes (2010), com Leonardo Soto.
- Eva Luna[20] (2010-2011) (Univisión), com Leonardo "Leo" Arismendi.
- La que no podía amar[21] (2011-2012) (Televisa), com Bruno Rey.
- ¿Quién eres tú?[22] (Qui és?) (2012-2013) (RTI Producción), com Felipe Esquivel.
- Rosario (2012-2013)
- Los secretos de Lucía[23] (2013) (Venevisión), com Robert Neville.
- Hasta el fin del mundo[24] (2014-2015) (Televisa), com Patricio Iturbide.
- Sueño de amor[25] (2016) (Televisa), com Ernesto de la Colina.
- Por amar sin ley[26] (2018) (Televisa), com Carlos Ibarra

## Teatre
- 1995: La abeja reina
- 1999: Por el medio si no hay remedio
- 2000: Nueve semanas y media[27]
- 2000: Sexo, pudor y lagrimas[28]
- 2001: En pelotas: Papito[29]
- 2002: Los gallos salvajes: Luciano Miranda, fill[30]
- 2002: El cotorrito by the sea: Bugambilia[31]
- 2003: Luminaria: Franz[32]
- 2003: Tarzan - Salvemos la selva: Tarzan[33]
- 2004: El mal mundo
- 2004: La princesa en el lago de los cisnes
- 2005: El crimen del Padre Amaro: Padre Amaro Viera[34]
- 2007: Descarados[35]
- 2008: Los hombres aman a las cabronas: Jorge[36]
- 2010: Sortilegio El Show: Ulises Villaseñor[37]
- 2013: Aquel Tiempo de Campeones: Phil Romano[38]
- 2015: Divorciémonos mi amor: Benigna, dit Benny[39]

## Premis

### Califa de Oro Awards
| Any  | Categoria            | Telenovela | Resultat   |
| ---- | -------------------- | ---------- | ---------- |
| 2009 | Mejor Actor de l'any | Sortilegio | Guanyador. |

### Premios People en Español
| Any  | Categoria           | Telenovela           | Resultat  |
| ---- | ------------------- | -------------------- | --------- |
| 2010 | Revelacion de l'any | Sortilegio           | Guanyador |
| 2011 | Mejor Actor sexy    | Eva Luna             | Candidat  |
| 2011 | Mejor Antagonista   | Eva Luna             | Guanyador |
| 2012 | Mejor Antagonista   | La que no podía amar | Candidat  |

### Premios TVyNovelas
| Any  | Categoria                   | Telenovela             | Resultat |
| ---- | --------------------------- | ---------------------- | -------- |
| 2016 | Mejor Antagonista masculino | Hasta el fin del mundo | Candidat |